# Établissement rural de Koubovo
L'établissement rural de Koubovo (en russe : Ку́бовское се́льское поселе́ние) est une entité municipale de Russie formée en 2006, du raïon de Poudoj dans la république de Carélie. Son siège administratif est le hameau de Koubovo.

## Géographie
L'établissement rural se situe dans le raïon de Poudoj, un des raïons de la république de Carélie,,,,. Le raïon et la république se trouvent dans le nord de la Russie européenne.
La municipalité de Koubovo a une superficie de 1 648,01 km2.
Koubovo est bordée au sud par Krivtsy du raïon de Poudoj, au sud-ouest par Poudoj, à l'ouest par Avdejevo et au nord par Kuganavolok et à l'est par l'oblast d'Arkhangelsk.
Koubovo est arrosé par la rivière Vodla. Ses lacs principaux sont Bolšoje Šardozero, Rogozero, Kedozero, Nigozero, Leibuška, Livozero, Salmozero et Sjargozero.

## Population
Recensements (*) et estimations de la population,:
| 2010* | 2021* | 2023 | - |
| ----- | ----- | ---- | - |
| 1 658 | 925   | 859  | - |

## Localités
L'établissement rural compte 6 localités,,,.
| Nom                       | Nom russe              | Statut    | Population (2013) |
| ------------------------- | ---------------------- | --------- | ----------------- |
| Vodla                     | Водла                  | hameau    | 5                 |
| Vodla                     | Водла                  | possiolok | 577               |
| Koubovo                   | Кубово                 | possiolok | 814               |
| Koubovskaïa               | Кубовская              | hameau    | 40                |
| Koubovski splavoutchastok | Кубовский сплавучасток | possiolok | 67                |
| Porsta                    | Поршта                 | possiolok | 0                 |